# Para el sol
Para el sol è un singolo del cantautore italiano Enrico Nigiotti, pubblicato dalla Sony Music il 21 agosto 2020.

## Video musicale
Il videoclip, diretto da Fabrizio Cestari, è stato pubblicato il 24 agosto 2020 sul canale Youtube del cantante.

## Tracce
1. Para el sol – 2:48